# Sumapaz (Bogotá)
Sumapaz es la localidad número 20 del Distrito Capital de Bogotá. Se encuentra ubicada sobre un macizo de la Cordillera Oriental de los Andes colombianos, al extremo sur del casco urbano de Bogotá. 

## Toponimia
Sobre la región del río Sumapaz moraron los indígenas suatagos, de filiación lingüística caribe, con los subgrupos doar y cundayo. El nombre Sumapaz procede de una hacienda fundada en esta zona que se integró bajo el nombre de hacienda Sumapaz, la cual se extendía desde la aldea de Nazareth, en Usme, hasta el alto de las Oseras, en el límite con el departamento del Meta.
Se conocen los topónimos muiscas de los actuales centros poblados de Nazareth y Betania. Al primero las poblaciones nativas lo denominaban Fusungá y al segundo Chisaque.

## Límites
La localidad de Sumapaz tiene los siguientes límites, según el Acuerdo 9 de 1986 del Concejo de Bogotá:
| Noroeste: Pasca               | Norte: Localidad de Usme (Alto de los Tunjos, sitio Bocagrande) | Nordeste: Une                                                |
| Oeste: Arbeláez, San Bernardo |                                                                 | Este: Gutiérrez                                              |
| Suroeste: Cabrera             | Sur: Colombia (Huila) (Alto de las Oseras)                      | Sureste: Uribe, Cubarral, Guamal (Meta) (Alto de las Oseras) |

La Localidad 20 lindera en sentido contrario a las manecillas del reloj, como sigue: partiendo al norte de la Laguna de Chisacá, en dirección sur por el divorcio de aguas hasta el nacimiento del río Pilar y por este aguas abajo hasta encontrar el río Sumapaz; se remonta dicho curso de agua hasta su nacimiento en el Alto de las Oseras, límite con el departamento del Huila; a continuación en dirección nordeste se sigue por la cumbre de la cordillera para encontrar el cerro Nevado del Sumapaz y luego al norte hallar el nacimiento del río Chochal en el alto de Torquita; se gira luego al oriente para encontrar la Sierra Leona de Santa Bárbara y posteriormente el Páramo del Gallo, sector del nacimiento del río del mismo nombre; por dicho río aguas abajo hasta la confluencia de la quebrada Tanques y por ella hasta su nacimiento; en dirección norte se encuentra el río Blanco y buscando el nacimiento de este último se llega al Portezuela; aguas arriba al río Portezuela confluye el río Pozo, por el que se sigue hasta su nacimiento en el sitio denominado Bocagrande en la Cuchilla de Cauquillos; a continuación hacia el oeste y por el divorcio de aguas se arrima a la Laguna de Chizacá, punto de partida.

## Política

### Gobierno Local
La sede administrativa de la localidad Sumapaz se encuentra en los centros poblados: Betania (Casa de cultura) y San Juan de Sumapaz (Centro de Convenciones Mario Upegui).
La organización administrativa de la Localidad 20 Sumapaz está determinada por la conformación de la Junta Administradora Local, el Fondo de Desarrollo Local y el grupo de la Alcaldía liderado por el alcalde local. 
La representación legal del Fondo, la ordenación del gasto y del pago corresponden al Alcalde local con funciones establecidas según Decretos 698 de 8 de noviembre de 1993 y 050 de 25 de enero de 1994.

### Organización territorial
La Localidad Sumapaz tiene bajo su jurisdicción varios centros poblados, que en conjunto con otras veredas, constituye las siguientes Unidades de Planeación Rural (UPR):
| UPR         | Centros Poblados                                 | Veredas |
| Río Blanco  | - Betania - Nazareth                             | El Raizal, Istmo, Laguna Verde, Las Palmas, Las Sopas, Las Animas, Las Auras, Los Rios, Peñalisa, Santa Rosa Alta, Santa Rosa Baja, Tabaco y Taquecitos. |
| Río Sumapaz | - La Unión - Nueva Granada - San Juan de Sumapaz | Capitolio, Chorreras, Concepción, El Toldo, Lagunitas, Las Vegas, San Antonio, San José, San Juan, Santo Domingo, Tunal Alto y Tunal Bajo.               |

#### UPR Río Blanco
La UPR Río Blanco está situada al nororiente del parque nacional natural Sumapaz; tiene aproximadamente 16.817 ha y comprende el límite entre el Distrito Capital y los departamentos de Meta y Cundinamarca y la zona de desarrollo agrícola de Usme.

#### UPR Río Sumapaz
La UPR Río Sumapaz se encuentra en la zona de la cuenca del río Sumapaz, en la vertiente occidental del páramo que va hacia el río Magdalena. Es una región caracterizada por tener amplios valles y sectores quebrados. Además del río Sumapaz, también se encuentra el río Piar y el río San Juan. El parque nacional natural Sumapaz; tiene 19.795 ha. 

### Organizaciones sociales y comunitarias
- Sindicato de Trabajadores Agrícolas de Sumapaz - Sintrapaz: Es una organización gremial integrada por campesinos, aparceros, arrendatarios y jornaleros del Sumapaz, que trabaja por las posibilidades de un desarrollo agrario sostenible en la región. También promueve la protección de los recursos ambientales de la localidad que se ven amenazados por la constante especulación inmobiliaria que históricamente ha expandido los límites urbanos de Bogotá hacia zonas que antes eran rurales.[8]

- Consejo Local de Mujeres: Es un consejo comunitario integrado por comités veredales desde el año 2002, que busca fortalecer la cultura ancestral y campesina de la localidad, además de visibilizar, promover y dignificar el trabajo de las mujeres. El CLM también apoya las reclamaciones de la comunidad en razón de redistribución de la tierra y generación de condiciones propicias para el trabajo en el campo.

- Escuela Agroecológica Guardianes de Sumapaz: Es una organización comunitaria ubicada en la vereda Las Vegas, en el centro poblado de San Juan de Sumapaz. Durante el paro agrario de 2013, el Ministerio de Agricultura asignó recursos para la creación de proyectos sostenibles; producto de ese acuerdo, la comunidad fundó la Escuela Agroecológica Guardianes de Sumapaz. Allí se desarrollan proyectos productivos y educativos, en los que se les enseña a los campesinos a criar especies menores, ordenamiento de finca y cultivo con elementos orgánicos, entre otras actividades. La organización está en contra de que se instalen proyectos ecoturísticos en la localidad, puesto que los consideran un camino por el que podrían acelerar el deterioro de la zona y de paso acabar con sus costumbres campesinas.[9]

- Fundación Parcela Cultural Campesina: Es una organización de carácter social, cultural y comunitaria sin ánimo de lucro. Trabaja principalmente alrededor de procesos, dimensiones y proyectos que buscan reconocer, reivindicar e interpretar el hacer cultural desde las dinámicas propias del campesinado sumapaceño.

- Colectivo Juventud Sumapaceña: Es la organización juvenil de Sintrapaz, y que trabaja para fortalecer la identidad juvenil campesina, la apropiación y el cuidado del territorio, la defensa del medio ambiente y la recuperación de la memoria y las tradiciones campesinas.

- Las Frailejonas: Son una agrupación teatral y de danza fundada en 2009, integrada por mujeres campesinas que por medio del teatro divulgan el cuidado del páramo y el reciclaje.[10]

- Juntas de Acción Comunal: Es una organización que integra a los habitantes de las 28 veredas de la localidad. Promueven la participación política de la ciudadanía y hacen seguimiento a los proyectos de la administración local y distrital.

- Grupo de Investigación en Estudios Agrarios y Campesinos Suma-Paz: como parte del Centro de Estudios e Investigaciones Sociales (CEIS) apoya a las organizaciones campesinas de territorio desde la producción académica y política en temas relacionados con:  1) construcción de paz territorial; 2) propuestas propias de ordenamiento territorial; y 3) defensa del territorio y los bienes comunes.

## Geografía

### Hidrografía

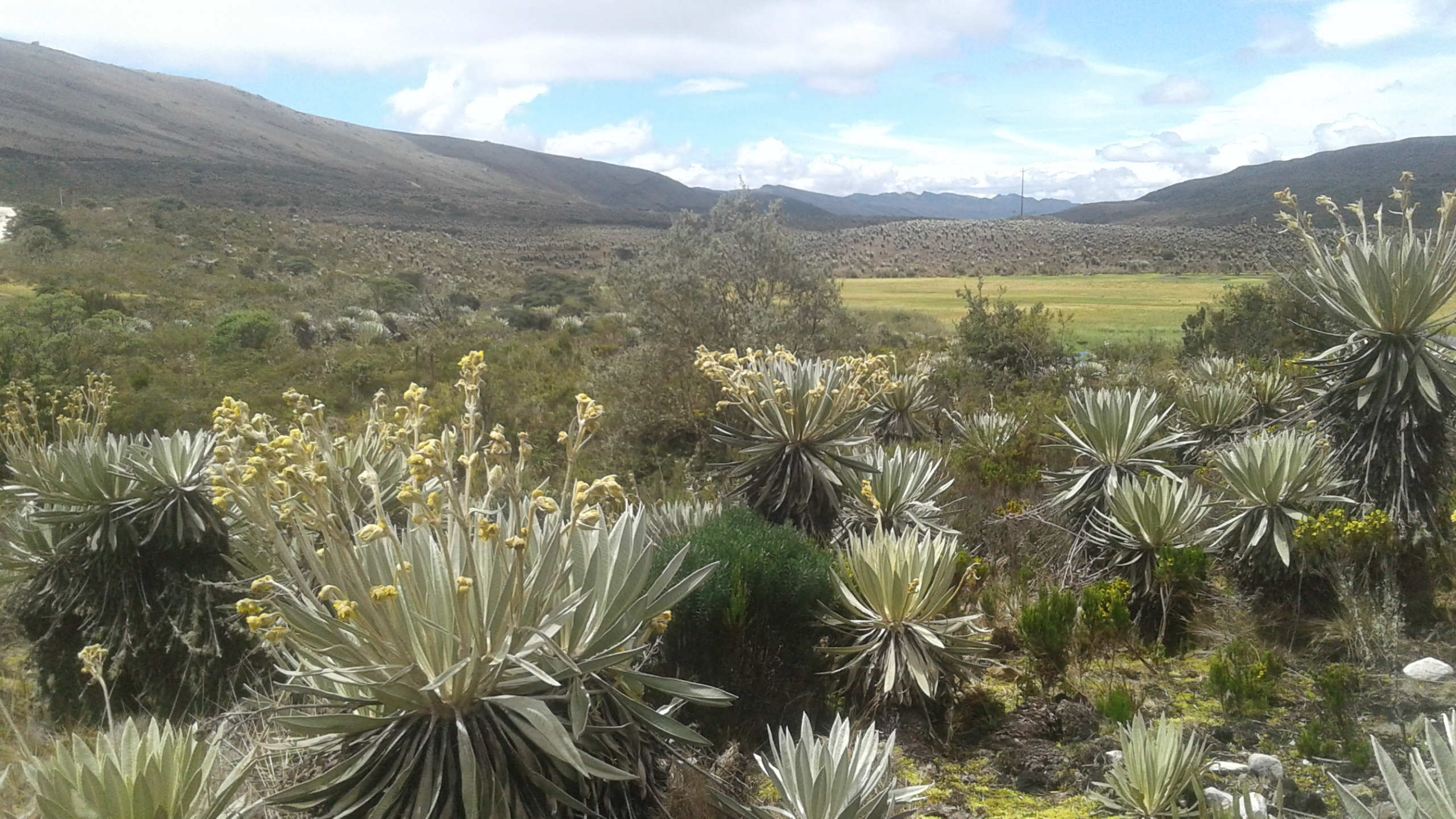
Frailejones en Sumapaz, plantas que son fundamentales en el proceso de generación de agua.

La Localidad 20 de Sumapaz se localiza sobre la cordillera Oriental, entre los 2.700 y 4.100 m s. n. m., donde se encuentra el Páramo de Sumapaz, considerado el más grande del mundo. Una extensión del territorio es considerada como área de reserva natural desde el año 1977 por resolución del INDERENA.
En el Sumapaz se genera uno de los más importantes recursos hídricos de Colombia que forman parte de las cuencas de los ríos Magdalena y Orinoco. El Sumapaz producirá también parte de los depósitos de agua que abastecerán a la Bogotá del futuro. Las 75.756 ha de la Localidad de Sumapaz con sus 35.928 ha de pajonal, 25.017 de frailejonal y pajonal, 5.402 de bosque natural, 1856 de turbera y 106 de lagunas, además de sus 1.128 km de ríos y quebradas, conforman un conjunto natural que cumple un importante papel en el ciclo del agua, tanto regulando los flujos desde la montaña, como alimentando los depósitos subterráneos.

#### Lagunas

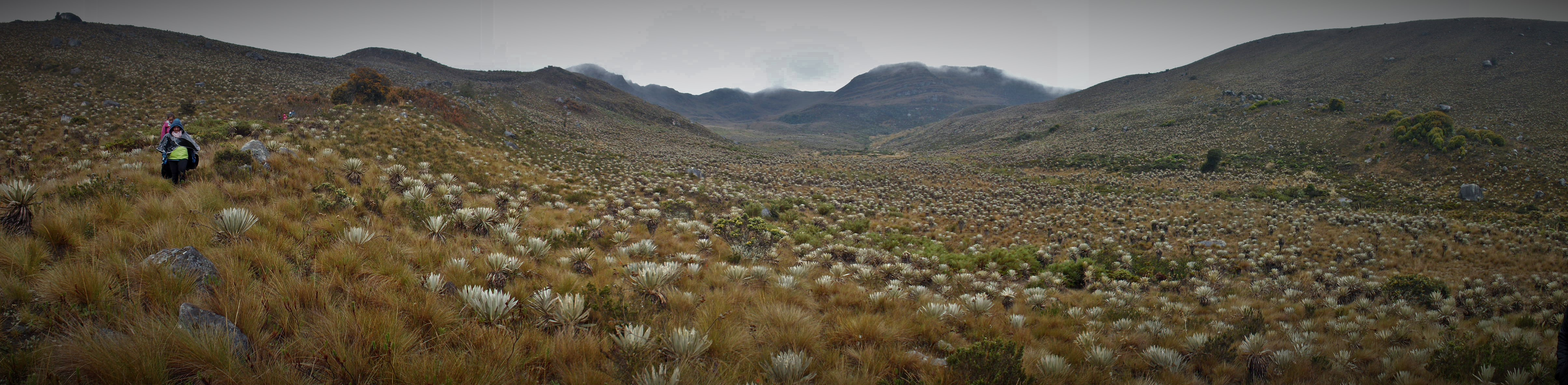
Vista panorámica del Páramo de Sumapaz.

- Laguna de Chisacá o Los Tunjos[12]
- Laguna Negra[13]
- Laguna Bocagrande
- Laguna Larga[14][15]
- Laguna La Virginia[16][17]

## Naturaleza

### Ecología
La importancia de los ecosistemas de montaña es indiscutible, pues además de proporcionar bienestar y vivienda para una buena parte de la población humana, se convierten en uno de los principales factores que le dan estabilidad y equilibrio al planeta tierra. Por ello las Naciones Unidas designaron al año 2002 como el año internacional de las montañas el cual representa un gran desafío y una gran oportunidad, debe considerarse como un importante paso en el largo proceso comenzando en la cumbre de Río de Janeiro en 1992 con la finalidad de aumentar la conciencia pública y asegurar al mismo tiempo un crecimiento financiero, político e institucional adecuado, a fin de realizar una acción concreta directa para el desarrollo sostenible de las montañas. El tema se proyecta mucho más allá del año 2002. Su finalidad es ayudar a la gente pobre y marginada que vive en estas zonas, evidenciar su herencia cultural, preservar y fomentar el uso sostenible de los recursos naturales de las áreas de montaña. Algunas de las características del ecosistema del Sumapaz son las siguientes:
- Pantanos de páramo: También conocidos como turberas, son ecosistemas que funcionan como esponjas. La maraña de restos vegetales que allí se deposita absorbe hasta 40 veces su peso en agua.
- Niebla: La niebla que es empujada por los vientos es atrapada por los musgos y frailejones, que de esta forma absorben el agua.
- Lagunas: Son fuentes de agua que en algunos casos dan nacimiento a ríos como el Tunjuelo, que nace en la laguna de Chisacá o Los Tunjos.[18]

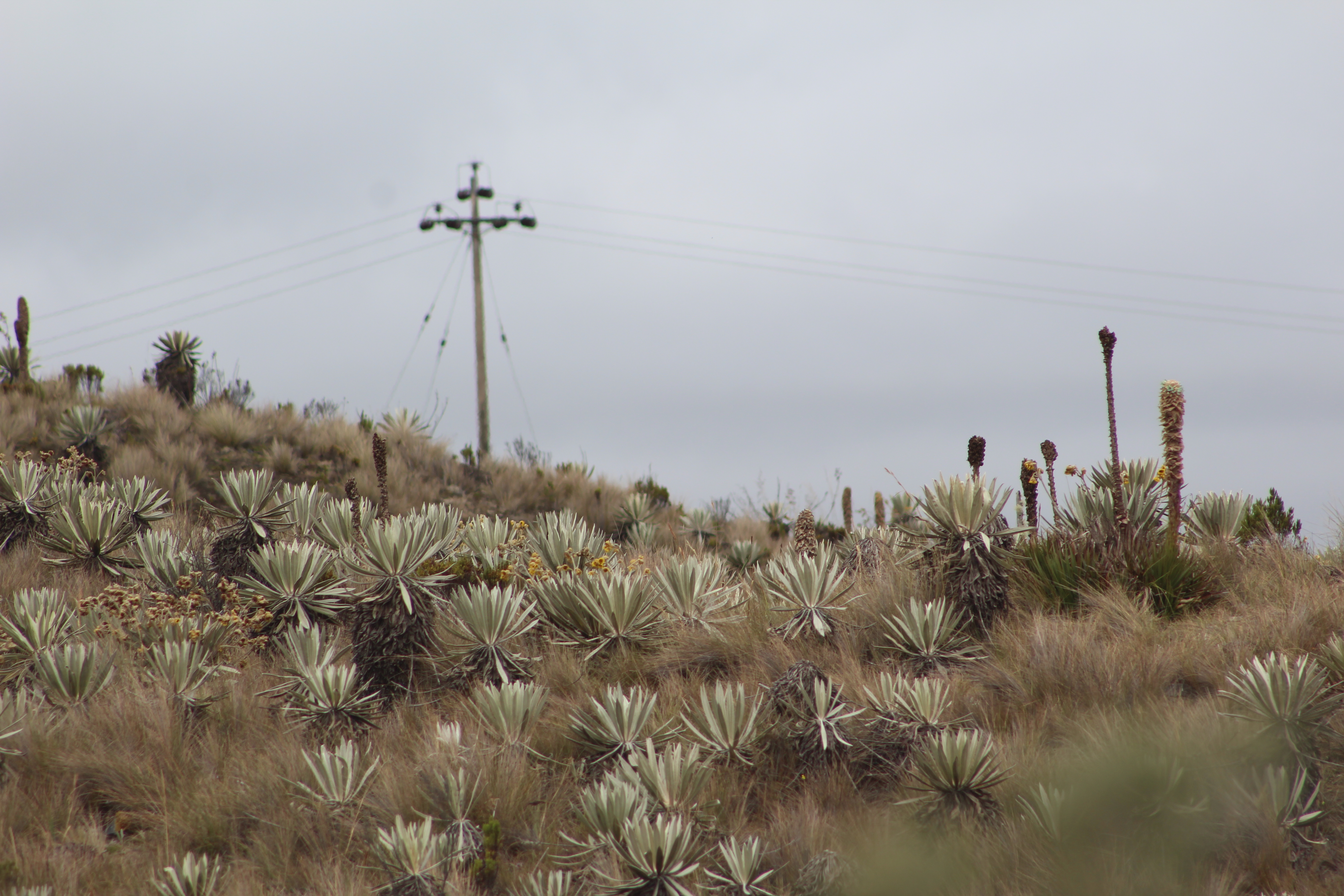
Frailejones del Sumapaz.

### Flora
- Frailejón: Existen más de 32 especies distintas de frailejones. Crecen un centímetro al año y tienen una piel felpuda que reviste sus tallos y hojas. Por lo general sus hojas son blancas para reflejar la radiación del sol y así protegerse de sus efectos.

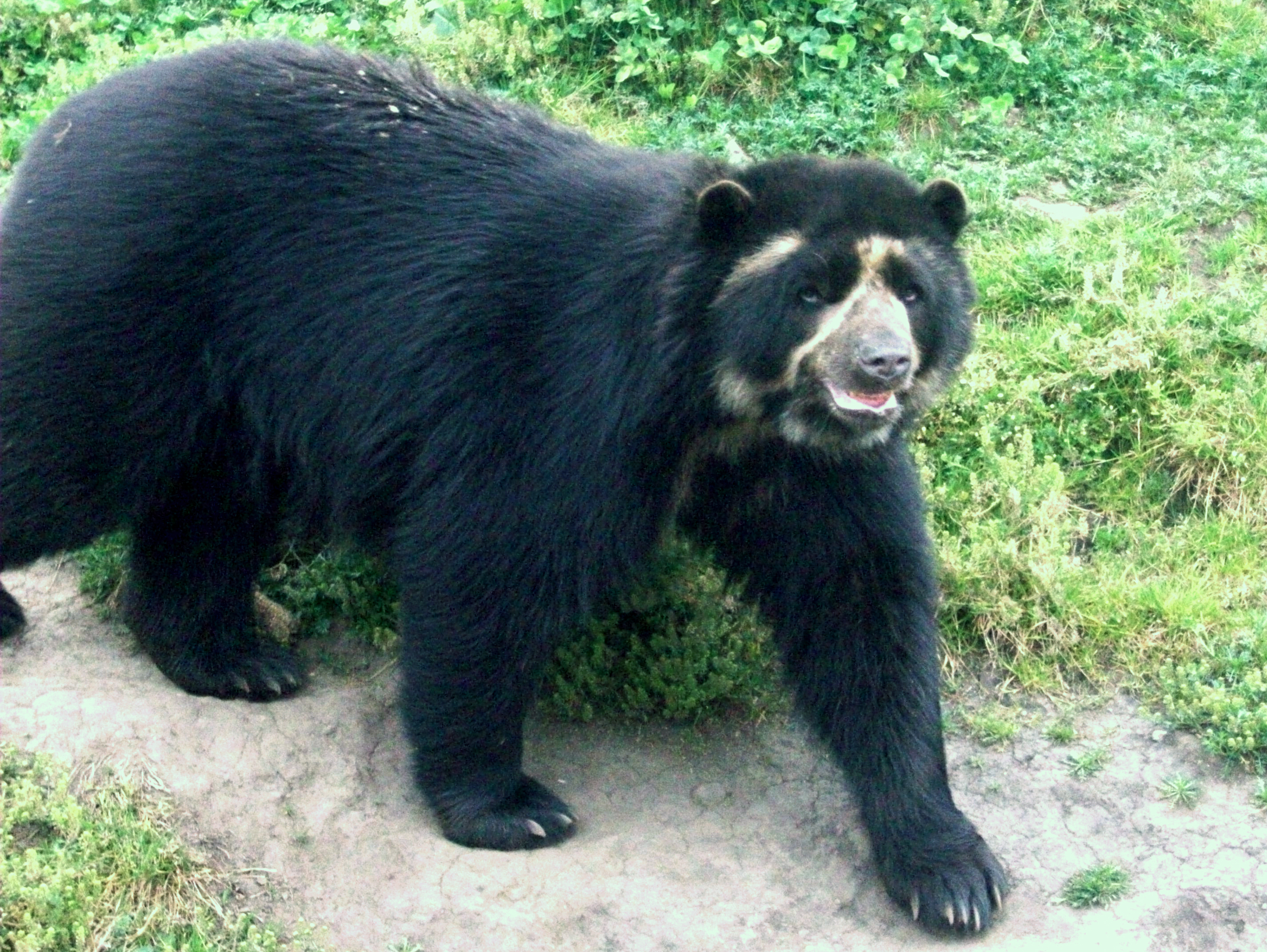
Oso de anteojos.

- Paja o Guinchi
- Cardones
- Siete cueros rojo
- Pegapega o pegamosco
- Musgos y líquenes
- Orquídeas[19]

### Fauna
- Oso de anteojos (Tremarctos ornatus)
- Venado cola blanca (Odocoieus goudotii)
- Danta de páramo (en vía de extinción)
- Tigrillo
- Puma
- Conejos y curíes
- Águila real
- Pato de los páramos
- Colibrí
- Mariposas

### Zonas protegidas

#### PNN (parque nacional natural)

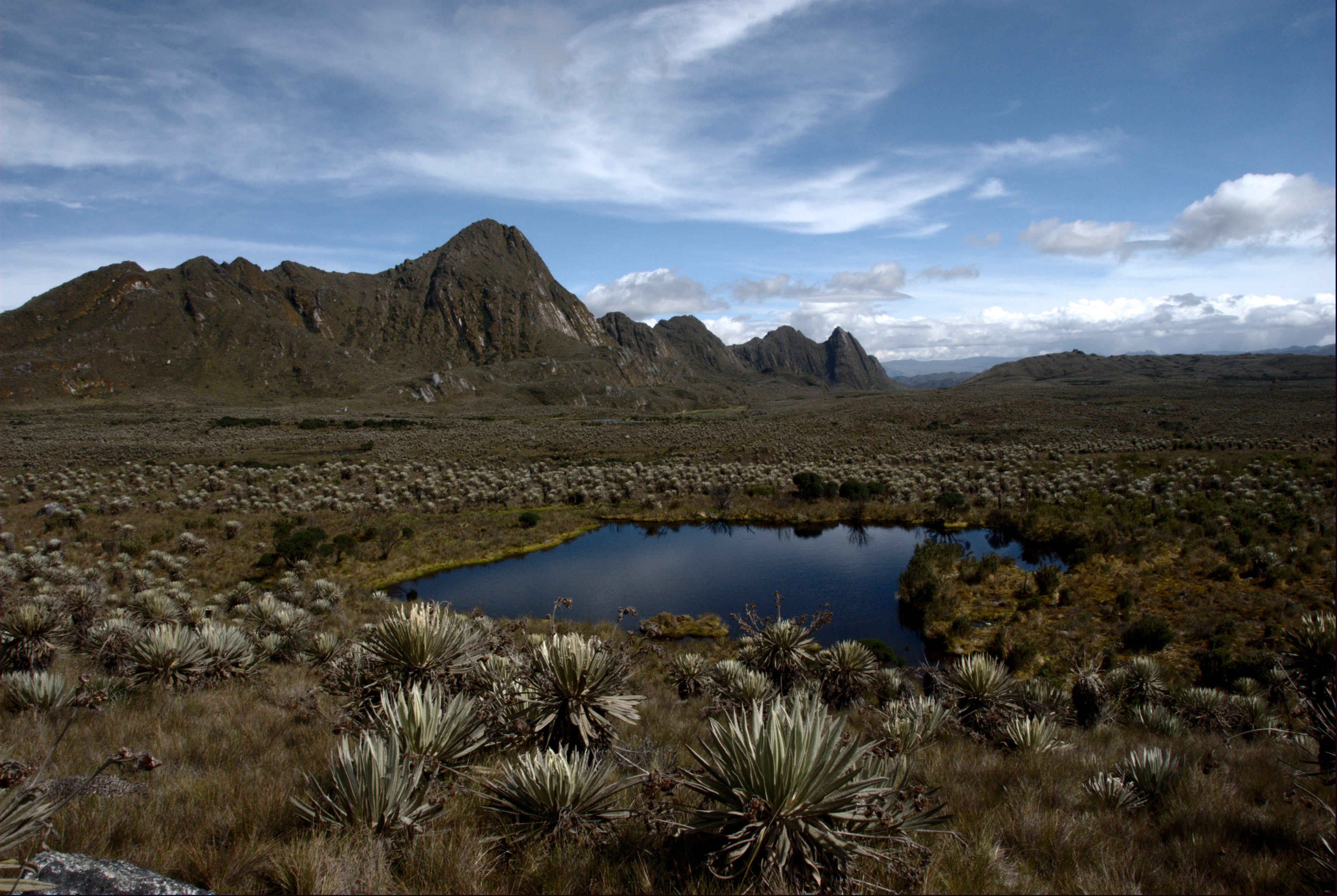
Vista del parque nacional natural Sumapaz.

El parque nacional natural Sumapaz está localizado en Sumapaz, a una hora del casco urbano de Bogotá. Que una parte de la localidad de Sumapaz fuera parte de este parque, fue posible por medio del artículo 1 del decreto 2811 de 1974 del Gobierno Nacional.
El parque nacional de Sumapaz contiene la mayor extensión de ecosistema de páramo del mundo. La biodiversidad es mucho mayor gracias a que tiene diferentes pisos térmicos que van desde los 1.600 hasta los 4.000 m s. n. m. de altitud. La extensión territorial total del páramo es de 178.634 ha.
Este páramo es lugar de nacimiento de varios ríos de la región del Orinoco y de múltiples afluentes del Magdalena. Además, contiene numerosas lagunas y grandes escarpas que constituyen nidos hidrográficos donde se originan los ríos Cabrera, Sumapaz y Guape.
Con un clima cálido-frío-páramo y con una temperatura que va desde los 2° hasta los 19°, es posible encontrar especies vegetativas como el frailejón y el chusque.

## Historia

### Época precolombina

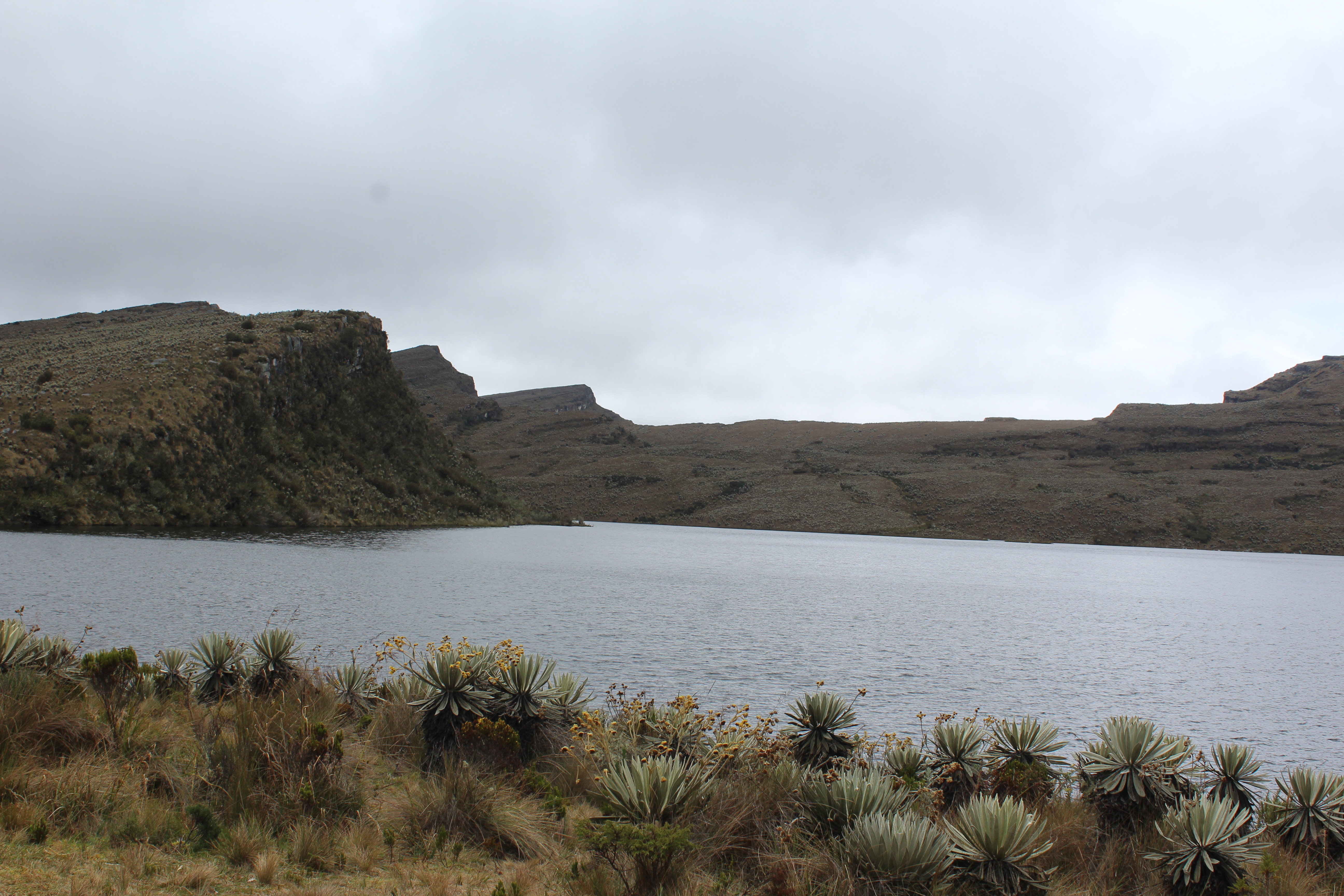
Laguna de Chisacá o de Los Tunjos.

En la época precolombina, el páramo de Sumapaz y el territorio adyacente, que tenía por principal centro poblado el actual municipio de Fusagasugá, estaba habitado por dos grupos indígenas étnicamente emparentados: los sutagaos, también llamados fusagasugaes, que habitaban la región adyacente al río Sumapaz, y los muiscas, que tenían asentamientos en la cuenca del río Tunjuelo y en cercanías al páramo.
Estos pobladores indígenas trabajaban la canica, cazaban venados y vestían mantas de algodón. Para la cultura muisca, los páramos adquirieron una importancia espiritual: más allá de estas tierras frías reinaban los dominios de la nada. La Laguna de Chisacá o de Los Tunjos era el lugar donde, para los muiscas, se manifestaba el orden de la vida. Creían que estaba habitada por una diosa, de cuyo útero nacía el dios del río Tunjuelo, por lo que fue escenario de ceremonias religiosas en las que se arrojaban al agua abundantes tunjos de oro.
Por el páramo de Fusungá (hoy Nazareth) pasó el zipa Saguamanchica con sus tropas cuando iba a enfrentarse al Fusagasugá, a quien finalmente derrotó y sometió a su dominio.

### Colonización española
Al Sumapaz llegó el conquistador alemán Nikolaus Federmann, en busca de El Dorado, luego de haber salido de Coro, en Venezuela, y haber recorrido los llanos del Orinoco y el Meta, trasmontando la cordillera. Desde Sumapaz, Federmann atravesó vastas regiones despobladas hasta llegar a la Sabana de Bogotá unos meses después de que llegara el adelantado Gonzalo Jiménez de Quesada. Con Federmann llegaron unos 150 hombres (la mitad de los que habían salido de Coro), descalzos y vestidos con pieles de venado, quienes trajeron las primeras gallinas europeas. Algunos de los soldados e indígenas de Venezuela que acompañaban a Federmann murieron en Sumapaz a causa del frío, pues venían de climas muy cálidos y no tenían abrigo suficiente.
Entre 1536 y 1794 se efectuaron las fundaciones españolas de Pandi, Tibacuy y Fusagasugá, adyacentes a Sumapaz. Durante esos años se consolidó la Hacienda Sumapaz, una de las más grandes del altiplano Cundiboyacense, la cual se extendía desde la aldea de Nazareth, en Usme, hasta el alto de las Oseras, en el límite con el departamento del Meta.

### SigloXIX
A partir de la segunda mitad del siglo XIX se cuenta con relatos de viajeros, naturalistas y geógrafos como Ramón Guerrero Azulioa, quien hace un recorrido en busca de bosques de quina, cuya explotación generó buena parte de los ingresos económicos de la región en esa época. Dicha referencia es la más exacta de la Hacienda de Sumapaz, ubicada sobre la margen derecha del río Sumapaz, en la actual vereda Concepción, de acuerdo con el plano elaborado por Guerra. En ese tiempo, varios comerciantes bogotanos adquirieron tierras baldías en Sumapaz para competir por la explotación de los bosques de quina. 
Entre 1870 y 1925 se sembraron los primeros pastos artificiales para la cría de ganado vacuno y caballar; esto fortaleció la hegemonía de la Hacienda Sumapaz. Desde la segunda mitad del siglo XIX, la colonización de la región de Sumapaz adquirió una intensa y conflictiva dinámica. En las tierras bajas de Fusagasugá, Arbeláez, Tibacuy y Pandi, la colonización fue impulsada por la expansión de los cultivos de café, y en las tierras altas primero por la fiebre de la quina y luego por la expansión de la ganadería, la producción de papa y la explotación de los bosques de madera con destino al mercado bogotano. Desde esa época se registraron los primeros conflictos agrarios en la región, que desembocaron en confrontaciones entre arrendatarios, colonos y latifundistas por el control y la posesión de la tierra.

### SigloXX

#### Orígenes del conflicto agrario
Desde finales del siglo XIX hasta la década de los años 1940, la región del Sumapaz fue escenario de numerosos y prolongados conflictos entre arrendatarios, colonos y latifundistas, provocados en algunos casos por el régimen de arrendamiento y en otros por la expansión de las haciendas sobre tierras baldías ocupadas por los colonos.
El conflicto agrario entre terratenientes por la tenencia de la tierra se originó, entre otras razones, por la posición geográfica estratégica del Sumapaz, que comunica a los departamentos del Meta, Huila y Tolima con Cundinamarca y estos a su vez con Bogotá, pero también por el control de la riqueza de los recursos ambientales, no solo hídricos y agrícolas, sino también minerales.
Entre 1928 y 1934, la provincia fue víctima de pugnas entre latifundistas y campesinos por la propiedad de la tierra. En el contexto de la violencia se dieron tres guerras: la primera, entre 1949 y 1953, en la cual se organizó la resistencia campesina liberal y comunista contra los hostigamientos de los gobiernos conservadores de Mariano Ospina Pérez y Laureano Gómez. La segunda, entre 1955 y 1957, en la cual la resistencia campesina se reactiva para hacer frente a los ataques del gobierno de Gustavo Rojas Pinilla contra el comunismo de la zona (Guerra de Villarrica). La tercera, entre 1960 y 1972, en la cual tanto terratenientes como gamonales de la zona, apoyados en exguerrilleros liberales, dirigen una ofensiva contra los dirigentes comunitarios y las organizaciones comunistas.

#### Primera etapa del conflicto agrario
En torno a los conflictos agrarios que se habían gestado a finales del siglo XIX con la acumulación de tierras en manos de unos pocos terratenientes, se fue conformando una sólida organización campesina que, en 1928, bajo la dirección de Erasmo Valencia, se expandió a toda región y adoptó el nombre de Sociedad Agrícola de la Colonia de Sumapaz. Todo indica que en la conformación de esta sociedad tuvo notoria incidencia la expedición del decreto 1110, de junio de 1928, mediante el cual el gobierno del presidente conservador Miguel Abadía Méndez delimitó como zona de colonización un inmenso territorio ubicado en el oriente del Tolima, en terrenos del Sumapaz. Años después, la Sociedad Agrícola de la Colonia de Sumapaz tomó las armas junto con sectores liberales y comunistas con la idea de defenderse del despojo de tierras adelantado por parte de terratenientes conservadores que habían sido alentados por el gobierno de Abadía Méndez.
En 1930, según un informe del Ministerio de Industria, la Hacienda de Sumapaz, la mayor propiedad privada de la región, abarcaba una extensión de 203.996 ha, distribuidas en cuatro zonas: Santa Rosa, San Juan, El Nevado y Sumapaz, cuyos títulos más antiguos datan de 1791. Esta propiedad era la más extensa de toda la región del Sumapaz y una de las mayores del altiplano Cundiboyacense; además del territorio de la actual localidad 20, incluía vastas extensiones de tierra en los actuales municipios de Cabrera y Gutiérrez, del departamento de Cundinamarca, y en Cubarral y San Martín, del departamento del Meta.
En 1933 una de las tres sesiones en las que se dividía la colonia de Sumapaz estaba conformada por colonos establecidos en Las Ánimas, Las Sopas, Pasca y el Globo de Sumapaz, terrenos todos sobre los cuales ejercía dominio la Hacienda de Sumapaz.

#### La Violencia
Al finalizar la década de 1930, los colonos de Sumapaz habían logrado reconocimiento de la posesión de sus tierras por vía de adjudicación de baldíos y la parcelación de varias haciendas durante los gobiernos liberales de Enrique Olaya Herrera y Alfonso López Pumarejo en el gobierno de este último se inició en 1936 la construcción de la Troncal Bolivariana que hoy une a Sumapaz con la localidad de Usme, con la promulgación de la Ley 3 de 1936. El proceso de democratización de la propiedad se vio interrumpido por el largo e intenso periodo de violencia que se recrudeció con los hechos del 9 de abril de 1948, conocidos como El Bogotazo, los campesinos sufrieron graves atropellos por parte de los “Chulavitas”, un grupo paramilitar al servicio del Partido Conservador Colombiano, para defender el poder de Mariano Ospina Pérez. Entre los atropellos cometidos por los Chulavitas en contra de los campesinos, uno de los más trágicos fue la masacre de Pueblo Nuevo en 1950, que motivó la transformación de la organización agraria en guerrilla campesina bajo la orientación de Juan de la Cruz Varela, líder agrario que para entonces había decidido ingresar al Partido Comunista de Colombia, y que tiempo después se enfrentaría al gobierno del general Gustavo Rojas Pinilla.
Durante el gobierno conservador del presidente Laureano Gómez se recrudeció la violencia, instigada por movimientos nacionalistas católicos inspirados en el régimen franquista de España. La población de la región del Sumapaz se vio afectada por la vigilancia permanente de la Policía Política (PoPol) y el Servicio de Inteligencia Colombiano (SIC, antecesor del Departamento Administrativo de Seguridad, DAS), además de los conocidos como "pájaros", fuerzas irregulares controladas por el régimen conservador para la intimidación y el control de la población rural. Esa presión dio origen a las primeras guerrillas liberales y comunistas en el Sumapaz.
En el Gobierno de Gustavo Rojas Pinilla se construyó en el Sumapaz una prisión para los presos políticos hoy en ruinas. El Sumapaz fue anexado al Distrito Especial de Bogotá, creado por el Decreto Legislativo 3640 del 17 de diciembre de 1954.  Posteriormente, durante el Frente Nacional (1958-1974), el Sumapaz fue escenario de la guerra en la que los liberales y conservadores trataron de extinguir el comunismo en la región, que para ese entonces ya había alcanzado un fuerte arraigo entre la población.
Se inició entonces un conflicto entre los partidos de Juan de la Cruz Varela, quien fue representante a la Cámara en 1960 por el Movimiento Revolucionario Liberal (MRL), y de Antonio Vargas, su antiguo compañero. Este enfrentamiento se prolongó hasta el final del Frente Nacional, cuando Vargas es asesinado, con lo cual cesa la guerra.

#### Presencia de las FARC-EP
Para el momento en que surgieron las Fuerzas Armadas Revolucionarias de Colombia (FARC-EP), en los años 1970, las guerrillas comunistas del Sumapaz ya habían dejado las armas. Al principio, el Sumapaz fue una zona de tránsito para las FARC-EP, pero con el tiempo su presencia en el territorio se hizo permanente. Por el páramo pasó el líder guerrillero Jacobo Arenas, cuando se dirigía al Cañón del Río Duda a la conferencia constitutiva de las FARC-EP. Las trochas y los caminos que bajaban la cordillera se afianzaron como un corredor que desembocaba al cañón del río Duda, uno de los fortines históricos del grupo guerrillero, que permitía llegar a La Uribe (Meta), y desde allí continuar el camino hacia La Macarena e ingresar al departamento del Caquetá.
Durante los años de presencia de las FARC-EP en Sumapaz, la guerrilla construyó las únicas vías de acceso que durante mucho tiempo existieron en la zona. Henry Castellanos, alias “Romaña”, tenía planeada la meta de construir una carretera de más de 100 kilómetros que hiciera ágil el tránsito entre el Duda, el Sumapaz y el área urbana de Bogotá.

#### Creación de la Localidad

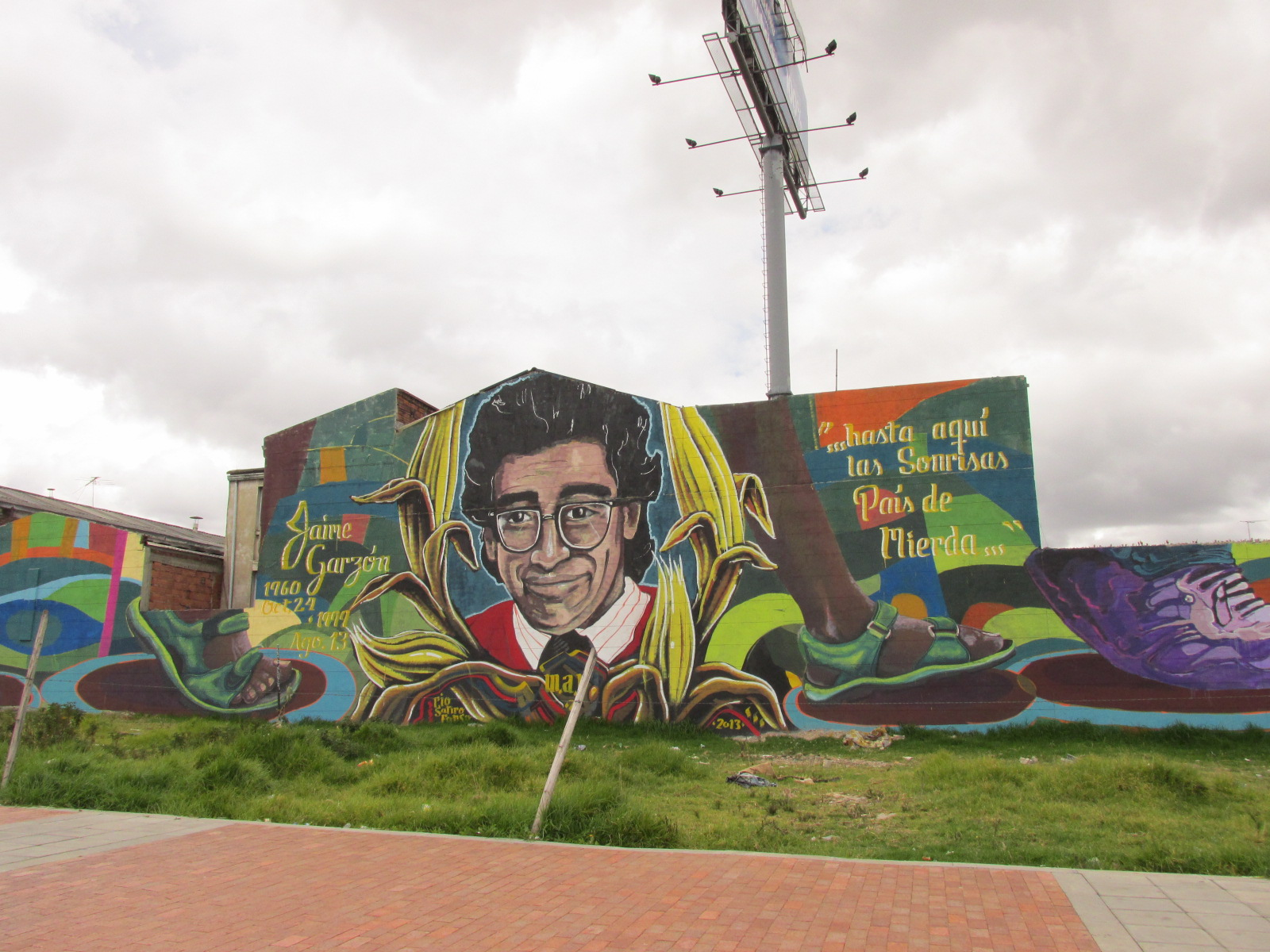
Mural en honor a Jaime Garzón, alcalde Menor de Sumapaz en 1988.

La localidad de Sumapaz fue creada mediante el Acuerdo 9 de 1986, emanado por el Concejo de Bogotá, y ratificado después, teniendo en cuenta el régimen político y administrativo de la ciudad establecido en el artículo 318, capítulo 3, del título XI de la Constitución Política de Colombia.
En 1988 Jaime Garzón fue nombrado Alcalde Menor de Sumapaz, mientras Andrés Pastrana era Alcalde Mayor de la ciudad. Durante el periodo que Garzón fue alcalde de la localidad, construyó un centro de salud, mejoró la escuela y pavimentó la única calle del pueblo.

### SigloXXI

#### Fundación del Batallón de Alta Montaña
Para finales de la década de 1990, las FARC-EP habían afianzado su presencia en el Sumapaz, y esto, sumado al hecho de que la región es una de las principales zonas de acceso a la capital, hizo que el Sumapaz se convirtiera en un importante objetivo de vigilancia por parte de las Fuerzas Militares.
Para el año 2000, el gobierno del presidente Andrés Pastrana, en medio de los diálogos de paz del Caguán, se propuso la reconquista del Sumapaz mediante las operaciones “Aniquilador I”, “Aniquilador II” y “Tormenta del Páramo”, mediante las cuales se movilizaron 4.000 soldados acompañados por la Fuerza Aérea Colombiana, con el propósito de replegar el Bloque Oriental de las FARC-EP. Posteriormente se instaló el Comando Operativo del Sumapaz (COASU) y el primer Batallón de Alta Montaña, el Ejército Nacional tomó el control del Alto de las Águilas, que hasta entonces había sido un fortín guerrillero. Allí se fundó, en 2001, el Batallón de Alta Montaña, con el cual el gobierno nacional dio por terminada la reconquista del Sumapaz.
El Batallón de Alta Montaña está resguardado por las bases militares Fénix y Banderas. Fénix está ubicada a escasos metros del Batallón, en una colina elevada que permite una mayor visibilidad y control de la zona. Banderas, por otro lado, se erige más arriba en la montaña, a cerca de cinco kilómetros del Batallón y a una altura que sobrepasa los 3900 metros sobre el nivel del mar.
En 2015 el Batallón propuso la reforestación de frailejones en el Sumapaz. En 2018 se fundó un monumento por parte del Ejército Nacional llamado Héroes de Sumapaz en la vía Bogotá-Girardot.

### Solicitud de creación de la Zona de Reserva Campesina

#### Primeros intentos de solicitud
En 1994, bajo el gobierno del presidente Ernesto Samper, se creó una nueva forma de ordenamiento territorial, las Zonas de Reserva Campesina (ZRC), con el propósito de que los terrenos baldíos que fueran propiedad del Estado se repartieran de manera equitativa entre los campesinos más vulnerables con el fin de que desarrollaran proyectos productivos, conservaran el medio ambiente, se superara el desplazamiento causado por el conflicto armado y se previniera la concentración de la tierra.
En 1998, durante la primera alcaldía de Enrique Peñalosa, los habitantes de Sumapaz solicitaron por primera vez la creación de una Zona de Reserva Campesina en su localidad con el propósito principal de preservar los recursos ambientales que se ven amenazados por el avance continuo de la minería a gran escala y la construcción desbordada que se expande hacia los límites rurales de Bogotá. En esa ocasión, el Sindicato de Trabajadores de Sumapaz (Sintrapaz) y la Asociación de Juntas de Acción Comunal lideraron el proyecto. Posteriormente, la solicitud ha sido apoyada también por la Asociación Nacional de Zonas de Reserva Campesina (Anzorc).
La Zona de Reserva Campesina, de ser creada, tendría una extensión territorial de 23.000 ha, dentro de las que se hallan 16 veredas de las UPR rio Blanco y rio Sumapaz. Además de la protección del medio ambiente, los campesinos de la localidad pretenden que con la creación de la ZRC se fortalezca la agricultura sostenible, lo que daría un impulso económico y social a una zona que históricamente ha sido afectada por la violencia. La aprobación de la ZRC implicaría un plan de desarrollo a quince años, inversiones cercanas a los 35.000 millones de pesos, proyectos asociativos de conservación ambiental, economía campesina, agroecología, actividades agropecuarias de bajo impacto, no extensivas y libres de uso de químicos.

#### Gobierno de Juan Manuel Santos
Durante el gobierno del presidente Álvaro Uribe Vélez no fue posible hacer la solicitud debido a la rotunda negativa del gobierno a la propuesta, por lo que no fue sino hasta el año 2012, durante el gobierno de Juan Manuel Santos, luego de catorce años de haber hecho la solicitud por primera vez, que el Incoder inició el proceso de trámite de la petición. Sin embargo, en el año 2015 el Incoder fue liquidado, por lo que la solicitud tuvo que hacerse de nuevo ante una nueva entidad, la Agencia Nacional de Tierras (ANT), en la que el trámite encontró más obstáculos administrativos. En un principio se creyó que el trámite ante la Agencia Nacional de Tierras surtiría efecto debido a que la solicitud se enmarcaba dentro del punto primero del acuerdo de paz con las FARC-EP, además de que quedó incluido dentro de los Planes de Desarrollo con Enfoque Territorial (PDETS) para las zonas priorizadas en el Acuerdo. Sin embargo, a pesar de que durante el gobierno de Juan Manuel Santos se lograron importantes avances en el trámite de la solicitud, la Sociedad de Agricultores de Colombia (SAC), que agrupa a los grandes industriales del país, y que tiene asiento en el Consejo Directivo de la ANT, se opuso con firmeza a concederle al Sumapaz la figura de ZRC.
A los anteriores inconvenientes se sumó que la declaratoria de ZRC chocaba con la delimitación del Páramo de Sumapaz-Cruz Verde hecha por la Corporación Autónoma Regional (CAR), pues esta delimitación impediría el desarrollo de proyectos productivos y de agricultura sostenible en áreas protegidas. Debido a esto, los campesinos elaboraron un nuevo documento de solicitud en el que tenían en cuenta la delimitación hecha por la CAR.

#### Gobierno de Iván Duque
El proceso de solicitud de la ZRC tuvo algunos avances durante la administración del presidente Santos, pero con la llegada al poder de Iván Duque se frenó nuevamente, puesto que las Zonas de Reserva Campesina no fueron incluidas en el Plan de Desarrollo, además de que la posición oficial del Centro Democrático (partido del gobierno) afirma que las ZRC son espacios de fortalecimiento para las guerrillas de izquierda. En agosto de 2018, Hernando Bejarano, líder comunal de Sintrapaz, denunció que algunos miembros del partido Centro Democrático habían declarado que las Zonas de Reserva Campesina frenan el desarrollo agrario y se convierten en «emporios del terrorismo». A esto se sumaron declaraciones de la vicepresidenta de la República, Marta Lucía Ramírez, para quien las ZRC son gérmenes de «Repúblicas Independientes».
En noviembre de 2018 los habitantes de la localidad volvieron a solicitar, en audiencia pública y popular, que se declare la Zona de Reserva Campesina en la localidad, con el fin de proteger los recursos ambientales del Sumapaz de los posibles daños causados por obras apoyadas por la segunda administración del alcalde Enrique Peñalosa como la construcción de una hidroeléctrica y edificios de unidades residenciales. La exigencia se hizo luego de que los campesinos del centro poblado de San Juan de Sumapaz se declaran en paro y bloquean el acceso a la localidad con el propósito de pedirle al alcalde Peñalosa que frenará los planes de construcción en la localidad, además de solicitarle que prestara atención a las reiteradas peticiones que habían hecho para que en la localidad se hicieran arreglos a las vías y a la infraestructura de salud, educación y telecomunicaciones.

## Geografía humana

### Demografía
La población de la localidad de Sumapaz es netamente rural. Según el censo del Hospital de Nazareth, la localidad cuenta con cerca de 5667 habitantes. Las fuentes oficiales, como el DANE, proyectaron para toda la región una población entre 6982 y 12 000 habitantes, según los censos de 1985 y 1993. Esta población está distribuida en una extensión de 88.891 hectáreas aproximadamente, siendo la Localidad más extensa y con menos densidad poblacional de Bogotá.

### Comunicaciones
A la localidad de Sumapaz se accede generalmente por la Vía al Llano desde el Portal Usme de Transmilenio y la Avenida Caracas (Carrera 1) desde Usme Centro por la Troncal Bolivariana hasta San Juan de Sumapaz, en límites con el municipio de CabreraTambién se accede por  vía carreteable desde el municipio aledaño denominado Pasca.

#### Troncal Bolivariana
En la década de 1930 se inicia la construcción de la Troncal Bolivariana, mediante la ley 200 de 1936 y la ley 3 de 1936 en el gobierno de Alfonso López Pumarejo, con el propósito de que esta vía conectara a Bogotá con el páramo de Sumapaz. Uno de los acuerdos era darle continuidad ya que esta llegaba hasta la vereda Chisacá en la localidad de Usme y que en el año 1964 se extendería hasta llegar al pueblo de Nazaret en la Cuenca del Río Blanco. Con el apoyo del Sindicato de Trabajadores Agrícolas en 1971 se inauguró la vía de acceso al Centro Poblado de San Juan en la Cuenca del Río Sumapaz y es así como finalmente en el año de 1975 se construye la carretera hacia Betania en la cuenca de Río Blanco.

### Economía
Las principales actividades económicas de los habitantes del Sumapaz son la agricultura (cultivo de papa, trigo, aguacate) y la venta de productos agropecuarios y sus derivados, como leche, yogures y quesos, además de la ganadería y explotación de canteras.

#### Sector primario
El sector económico primario de Sumapaz incluye actividades agrícolas, pecuarias y explotación de canteras. En la agricultura, predomina el monocultivo de papa que se maneja de manera extensiva y con productos de síntesis química. En cuanto a las producciones pecuarias se maneja principalmente la ganadería, que está orientada al doble propósito, es decir, para la producción de carne y leche. Por último, en la región se realiza la explotación de canteras, con la finalidad de extraer materiales como arena y piedra para el mantenimiento de las vías principales y secundarias.

#### Agricultura en Sumapaz
La agricultura en Sumapaz, es una de las actividades más importantes desarrolladas, ya que contribuye con recursos económicos y la seguridad alimentaria de las familias campesinas. Actualmente en la localidad de Sumapaz, se manejan dos formas de agricultura una que es manejada a partir de prácticas convencionales y la otra en prácticas agroecológicas (sostenibles).
Modelo convencional: Se ve empleado el los monocultivos que se dan a grandes escalas con el propósito de comercialización, los más comunes en la localidad son : papa, arveja, haba y la arracacha; los insumos químicos fundamentales para la producción eficiente de estos cultivos.
Modelo agroecológico: Comúnmente es manejado en las huertas caseras realizadas en la mayoría de los hogares de los sumapaceños, donde se ve la producción de plantas aromáticas medicinales, verduras y cultivos frutales; tales como la hierbabuena o menta, cidrón , toronjil, manzanilla, canelón, caléndula, entre otras. En cuanto a verduras como: espinaca, repollo, lechuga, acelga, zanahoria, cilantro, etc. Se manejan prácticas sanas que no causan ningún impacto al ambiente; como la utilización de abonos orgánicos como el humus compost y la gallinaza.

#### Sector Secundario
El sector económico secundario comprende actividades relacionadas con la transformación e industrialización de materia prima. En el territorio se identifican dos microempresas: Procamsu y Asosumapaz, que se encuentran ubicadas cerca a las cuencas del río Blanco y del río Sumapaz respectivamente. Estas se dedican a transformar los productos derivados de la leche y elaborar mermeladas a base de frutos silvestres. Además, emplean prácticas que promueven la conservación del medio ambiente, haciendo un uso racional de los recursos naturales.

#### Sector terciario
El tercer sector económico de Sumapaz corresponde a las actividades de comercio, turismo y transporte. El comercio está relacionado con las tiendas veredales que se encuentran distribuidas por toda la localidad, estas se encargan de vender productos varios y alimentos de primera necesidad a los habitantes de la zona. Al mismo tiempo, el turismo contribuye a la economía campesina, ya que genera ingresos a las personas que ofrecen servicio de alimentación y alojamiento. Por su parte, el transporte formal de la localidad está a cargo de la empresa Cootransfusa, sin embargo, algunos campesinos usan sus vehículos particulares con el mismo objetivo. Por consiguiente, ambos ofrecen servicio de movilización para los campesinos, permitiéndoles desplazarse desde Bogotá rural hasta Bogotá urbana y viceversa.

#### La negativa al turismo ecológico
Históricamente, los habitantes de Sumapaz se han negado a que en su localidad se realicen actividades de turismo ecológico por las negativas consecuencias que dichas prácticas han producido, entre las que se cuentan las siguientes:
- Aparición de abundantes desperdicios y basuras.
- Deshojamiento y derribo de frailejones (plantas que solo crecen un centímetro al año).
- Aparición de nuevos senderos producto de las caminatas, lo que compacta la tierra haciendo que ésta pierda su principal cualidad en el páramo, que es servir de esponja para retener el agua y regular su ciclo.
- Pérdida de las tradiciones campesinas por el contacto permanente con la cultura citadina.
- Abandono por parte de los campesinos de las prácticas tradicionales de agricultura sostenible para ser reemplazadas por la atención y el servicio a los turistas.
- Entrega de los beneficios a empresas turísticas ajenas a la región.
- Construcción de infraestructura de servicios turísticos y hoteleros que en el mediano plazo afectarían gravemente al ecosistema del páramo.

## Servicios públicos

### Educación
Gracias a la gestión de Jaime Garzón como alcalde local se impulsó la educación en Sumapaz, por lo cual se nombró en su honor el conocido Colegio Campestre Jaime Garzón. Para el año 2016, la localidad de Sumapaz contaba con dos instituciones oficiales, concentrando el 0,9% de las instituciones educativas del Distrito Capital.

### Salud
La localidad de Sumapaz cuenta con 3 instituciones públicas prestadoras de servicios de salud, adscritas a la Secretaría de Salud, de las cuales 2 son Centros de Atención Médica Inmediata (CAMI) y 1 corresponde a Unidades Primarias de Atención en Salud (UPAS).

## Cultura

### Patrimonio Natural
Sumapaz es la única localidad de Bogotá de carácter netamente rural, la de menor densidad poblacional y hace parte del sistema de páramos regional del centro del país por su importancia estratégica para el ecosistema ambiental colombiano. Una buena parte del perímetro de la localidad está ocupado por el páramo de Sumapaz, que es el páramo más grande del mundo, y en su territorio se encuentran las mayores reservas de agua del centro del país.

### Escenarios culturales
Sumapaz cuenta con los siguientes escenarios culturales: 
- Parcela de la Cultura Campesina Llano Grande: Se encuentra ubicada en Betania. Cuenta con una extensión de 7,8 ha. Es un espacio comunitario para el encuentro social y cultural del campesinado.
- Centro de Convenciones del Páramo: Es un auditorio con una capacidad para ochocientas personas, ubicado en San Juan de Sumapaz.
- Biblioteca Público Escolar Sumapaz[72]

### Medios de comunicación
- El Rural: Periódico institucional de la localidad.

- Suma-Paz Prensa Alternativa: Es un medio de comunicación alternativa que tiene presencia principalmente en Internet.

### Festividades
- Día del Campesino y la Campesina Sumapaceña: Se celebra por lo general en el mes de agosto, en el centro poblado La Unión. Se realizan concursos gastronómicos y de hilandería, bailes, competiciones deportivas y concurso de arriería, entre otras actividades.[73]

- Día Comunal Sumapaceño: Es un día en el que se reúnen las principales organizaciones comunales y Juntas de Acción Comunal de la localidad y se hacen reconocimientos especiales a los líderes y lideresas de dichas organizaciones. Se suele celebrar en el mes de marzo.

- Feria Agroambiental: Celebración que se lleva a cabo en los primeros días del mes de diciembre, es un encuentro de toda la localidad con muestras artísticas, culturales, ganaderas, equinas y gastronómicas. Constituye un espacio de encuentro importante dentro la localidad. La ubicación del lugar de la feria se va rotando por todos los centros poblados de la localidad.

### Agrupaciones musicales
- Los Reales del Nevado: Música carranguera y campesina.
- Los Independientes: Música campesina.

### Sumapaz en la cultura popular
Los agujeros negros es el título de un cuento de la escritora Yolanda Reyes. Narra la historia de un niño cuyos padres pertenecieron a una organización de campesinos y resultan asesinados en algunos de los conflictos que hubo en la región de Sumapaz. El relato aborda el tema de la guerra y la relación con las generaciones más jóvenes que viven esa situación como una herencia.

### Trabajos de investigación
- Arando el Pasado para Sembrar la Paz, de Carlos Morales, Historiador de la Universidad Nacional.[74]

- Sumapaz: memorias de lucha y resistencia, de Renán Vega, profesor de la Universidad Pedagógica Nacional.[75]
- Un mar en el cielo - Memoria hablada en Sumapaz, documental de BibloRed.[76][77]
- Exposición digital "Sumapaz: del cielo a la tierra", por Cristian Valencia y Lizeth Riaño, para la Biblioteca Digital de Bogotá, en BibloRed[78]

## Símbolos

### Bandera
La bandera está compuesta por tres franjas horizontales de igual tamaño en los colores verde, blanco y azul. En el centro se ubica un círculo de color amarillo que contiene el escudo de la localidad.

### Escudo
Está conformado por un triángulo equilátero invertido, que contiene un cóndor y un paisaje del páramo de Sumapaz. Alrededor del triángulo se encuentran las palabras "SUMAPAZ", "LOCALIDAD" y "RURAL D.C.".

### Himno
El himno de la localidad fue compuesto por la campesina Celmira Benavides (Q. E. P. D., 2000) en 1993. Sin embargo, al inicio fue rechazado a pesar de haber ganado la convocatoria para el himno de Sumapaz, ya que la comunidad buscaba una letra que hablara más sobre la lucha por la tierra, la resistencia y la organización comunitaria. La inconformidad fue tal que se convocó una reunión para proponer un cambio del himno, pero al final se decidió conservar el original.
| CORO: Bellos cerros cubiertos de neblina, de sus aguas brota un manantial. Como perlas brillan sus lagunas, flores frescas que adornan como altar. Bellos cerros cubiertos de neblina, flores frescas que adornan como altar. I Es nuestro páramo con hermosos frailejones, tapizados de musgos y coral. Los conejos corren por sus valles, sinfonía de paraíso terrenal. Los conejos corren por sus valles, sinfonía de paraíso terrenal. II Pajarillos de todos los colores, brisa pura que nos baña al pasar. Sentimos todos que el viento nos arrulla, vientos de gloria, de paz y libertad. Sentimos todos que el viento nos arrulla, vientos de gloria, de paz y libertad. | III Mirada firme y manos bien curtidas, con la sapiencia del que sabe cosechar. El paso firme del valiente campesino, nos enseña que en la vida hay que luchar. El paso firme del valiente campesino, nos enseña que en la vida hay que luchar. IV Arranquemos del alma los rencores, y vivamos como hermanos de verdad. Es un mandato del Señor que está en los cielos, ¡Viva Colombia, que viva el Sumapaz! Es un mandato del Señor que está en los cielos, ¡Viva Colombia, que viva el Sumapaz! |